# Mons Ganau
Il Mons Ganau è una struttura geologica della superficie della Luna.